# 응급 서비스

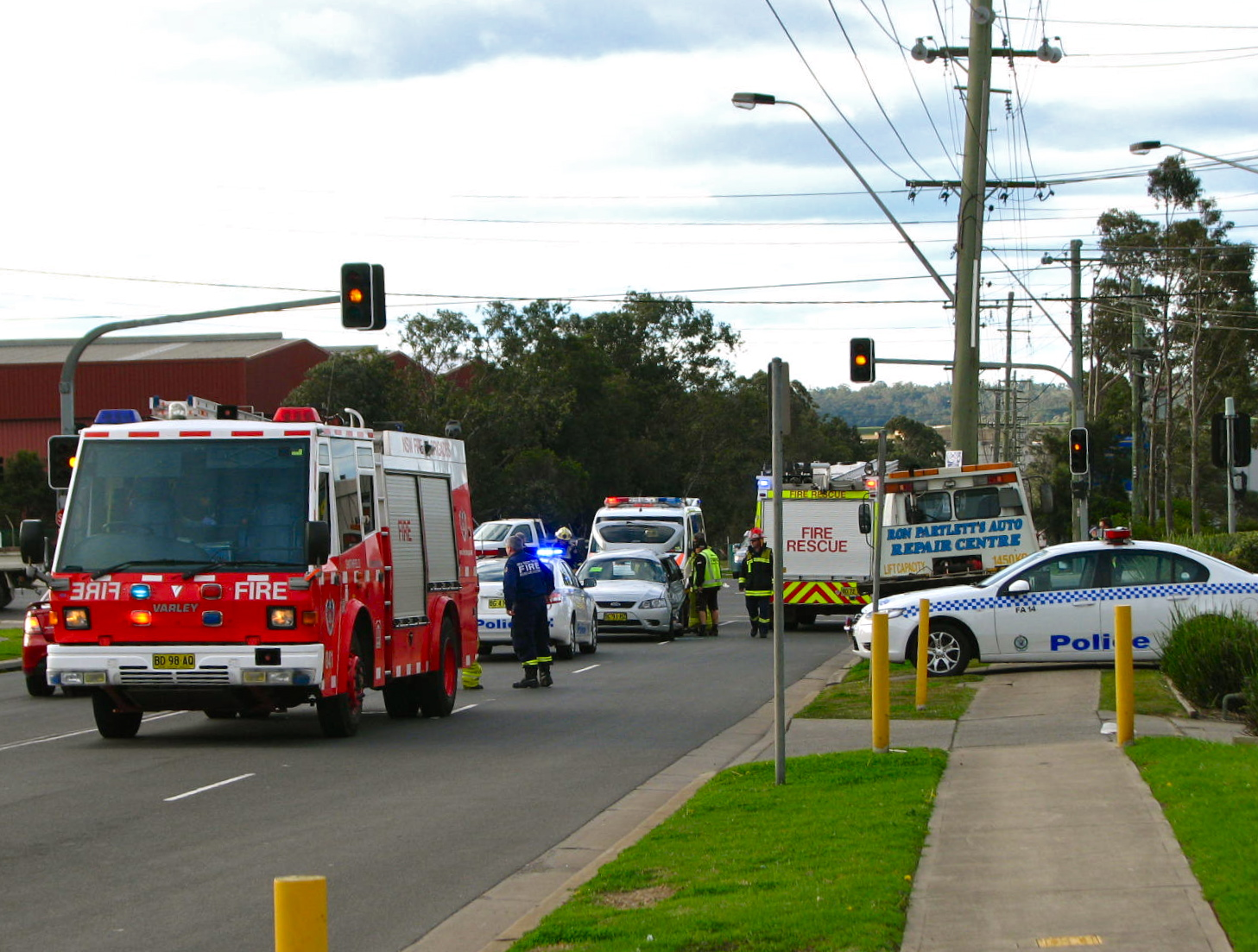
오스트레일리아 뉴사우스웨일스주 교통 사고 현장에 출동한 경찰, 소방, 의료 서비스

응급 서비스(emergency service) 및 구조 서비스(rescue services)는 다양한 응급 상황을 해결함으로써 공공 안전, 보안 및 건강을 보장하는 조직이다. 이러한 기관 중 일부는 특정 유형의 긴급 상황을 처리하기 위해서만 존재하는 반면 다른 기관은 일반적인 책임의 일부로 임시 긴급 상황을 처리한다. 이러한 기관 중 다수는 대중이 긴급 상황을 효과적으로 피하고 감지하고 보고할 수 있도록 지역사회 인식 및 예방 프로그램에 참여하고 있다. 응급 서비스는 최초 대응자로 간주되는 경우가 많으며 일반적으로 전용 응급 차량을 보유하고 있다.
응급 서비스에는 중요한 응급 전화를 위해 예약된 하나 이상의 전용 긴급 전화번호가 있다. 많은 국가에서 모든 응급 서비스에 하나의 번호가 사용된다(예: 미주 여러 지역에서는 911, 영국에서는 999, 유럽 대륙에서는 112, 호주에서는 000). 일부 국가에서는 각 응급 서비스에 고유한 응급 전화번호가 있다(예: 경찰 110, 해안 경비대 118, 일본 화재 및 의료 119, 경찰 110, 화재 119, 중화인민공화국 의료 120). 응급 상황을 보고하기 위해 응급 서비스에 전화하는 것을 서비스 요청이라고 한다.
응급 서비스의 가용성은 위치에 따라 크게 달라지며, 경우에 따라 서비스를 받기 위해 지불금을 지불하거나 적절한 보험 또는 기타 보증을 보유하는 수령인에 따라 달라질 수도 있다.

## 같이 보기
- 민방위
- 비상 관리
- 치안
- 공공 서비스
- 응급구조대